# Nesticella chillagoensis
Nesticella chillagoensis är en spindelart som beskrevs av Jörg Wunderlich 1995. Nesticella chillagoensis ingår i släktet Nesticella och familjen grottspindlar.
Artens utbredningsområde är Queensland. Inga underarter finns listade i Catalogue of Life.